# MP & SILVA
MP & Silva (abreviatura de Media Partners & Silva) é uma empresa de direitos de transmissão que possui, administra e distribui direitos de transmissão esportivos. O portfólio da empresa inclui direitos televisivos de futebol, tênis e automobilismo.

## Descrição
MP & Silva é uma empresa de direitos internacionais de mídia com base em Londres, com quinze escritórios ao redor do globo. A empresa dirige os direitos de transmissão esportivos para uma série de eventos esportivos internacionais e distribui cerca de 10.000 horas de programação para cerca de 500 emissoras de todo o mundo
O portfólio da empresa inclui os direitos de FIFA World Cup, as melhores ligas europeias de futebol, Grand Slam de tênis, automobilismo, handebol, basebol, voleibol, boxe e os Jogos Asiáticos.

## Historia
MP & Silva começou em 2004 com a aquisição de direitos de distribuição mundial de selecionados times de futebol da Serie A italiana. Em 2006, a empresa adquiriu os direitos da maioria das equipes da Série A. O primeiro escritório-sede abriu em Singapura, em 2007. Em 2009, a empresa tinha um forte portefólio de direitos de transmissão de campeonatos de futebol europeus, distribuídos às emissoras de TV da Ásia. Em 2010, a sede da MP & Silva mudou-se para Londres e foi estabelecida uma nova parceria estratégica com o Arsenal FC. A empresa adquiriu os direitos pan-europeus para Roland Garros, o torneio de tênis do Open de França em 2011.
Em 2012, MP & Silva lançou o seu programa de responsabilidade social corporativa chamado Play for Change e um canal esportivo em YouTube chamado Love Football, em parceria com RightsterLove Football,
.
No início de 2013, MP & Silva garantiu os direitos de transmissão da Premier League Inglesa em 49 territórios, um movimento que lhe confere a maior carteira de contratos face à concorrência.

## Play for Change
MP & Silva tem um programa de responsabilidade social corporativo chamado Play for Change. Play for Change apoia o trabalho desenvolvido por outras organizações de caridade, como Grassroot Soccer e Make-a-Wish Internacional. Em maio de 2012, MP & Silva organizou um jogo beneficente chamado MPS Cup, no Emirates Stadium em Londres para levantar fundos para o programa de Grassroot Soccer educacional sobre HIV na África..

## Gestão
Riccardo Silva é o presidente da empresa, um dos principais acionistas, e um dos sócios fundadores. A família de seu pai é dono de um conglomerado químico industrial na Itália e na França fundado em 1908, enquanto sua família materna Fabbri foi conhecida por sua editora  (Fabbri Editori), agora parte doRCS MediaGroup. Nacido em 1970 em Milão, Italia, Silva completou os estudos na Universidad Bocconi e na Tulane University, antes de lançar MP Web, uma internet start-up da Media Partners Group(ahora Infront Media), dedicada à gestão de direitos desportivos e de conteúdo para plataformas móveis e Internet. Em 2001, ele se tornou CEO da Milan Channel, o canal de TV oficial do clube de futebolAC Milan ,e guiou o desenvolvimento internacional do canal. Ele foi selecionado como um dos palestrantes do Fórum de Davos de Esportes 2013.

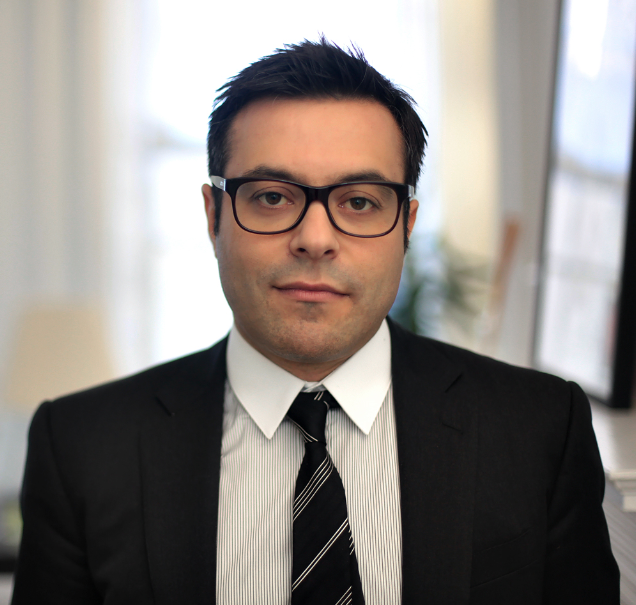
Andrea Radrizanni, Group CEO

Andrea Radrizzani é o CEO e sócio-fundador do Grupo. . Ele é o líder criativo da MP & Silva, supervisionando as operações da empresa na Ásia, Europa e Américas. Nascido em Rho, região metropolitana de Milão, Andrea Radrizzani recebeu seu diploma em Relações Públicas na IULM University em 1996..A parceria de longo prazo profissional com Riccardo Silva e a sua paixão partilhada pelos esportes levou a fundar MP & Silva em 2004. Andrea foi na frente da empresa de direitos de mídia como CEO do Grupo desde o seu início. Sob sua liderança, a empresa tem crescido a valor de US $ 350 milhões de dólares. Andrea Radrizzani é um especialista em direitos esportivos e ele tem cometido pessoalmente como mídia assessor de alguns dos titulares de direitos parceiros de MP & Silva, como International Baseball Federation (IBAF), Arsenal FC e la Spanish Basketball Federation, Liga Endesa. A opinião de Andrea foi solicitado pela imprensa internacional para comentar sobre os acordos de direitos desportivos multi-milionários y e as novas tendências no mercado de direitos de esportes global.
Ele foi recentemente convidado para ser orador na iniciativa Doha GOALS.  Doha GOALS.
Entre sua área de especialização, Andrea se concentra em direitos de mídia digital, o crescimento internacional do futebol e la e o desenvolvimento da TV esportiva no mercado asiático..

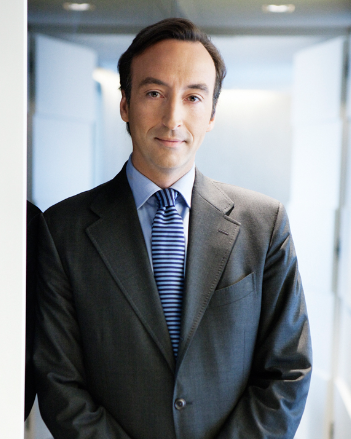
Marco Auletta, CEO

Marco Auletta foi o Chief Executive Officer da MP & Silva, desde 2009, supervisionando as operações do dia-a-dia de seus 15 escritórios nacionais em todo o mundo. Ele é o filho de Mino Auletta, um conhecido advogado italiano e ex-presidente do Tribunal Arbitral do Esporte. Em 1995, Marco Auletta aderiu à Associação Internacional de Federações de Atletismo (IAAF), como assistente do presidente, onde ele estava envolvido em projetos especiais relativos à comercialização e protocolo do COI. Em 2000, Marco Auletta trabalhou para aCompagnie Monégasque de Banque (CMB),um banco privado em Mônaco, onde ele foi responsável por todos os clientes relacionados com o esporte, incluindo federações esportivas, jogadores e dirigentes. Desde que ingressou na MP & Silva em 2008, ele foi responsável pela adição de mais aquisições no portefólio da empresa, no tênis em particular.
Como CEO de hoje, ele é responsável por questões operacionais, incluindo finanças, serviços jurídicos, recursos humanos e estrutura do grupo.
Marco Auletta também está envolvido como parte da equipe profissional docente do Mestrado em Direito Desportivo no Centre de Droit du Sport em Marselha, França.
é o terceiro sócio-fundador e CEO da Américas
Carlo Pozzali es el tercer socio fundador y CEO de las Américas.
Outros altos gerentes incluem Lara Vanjak, COO; Beatrice Lee,Managing Director da Ásia-Pacífico, Su Hyeon Cho,   diretor Japão-Coreiaand Roberto Dalmiglio, Diretor Europa

## Portfólio
O portfólio da direitos de televisão da empresa inclui a Copa do Mundo FIFA 2014,  Campeonato Italiano de Futebol-Série A, Premier League, Campeonato Espanhol de Futebol – Primeiro Nível, Campeonato Alemão de Futebol, French Ligue 1, Major League Soccer (MLS), Campeonato Brasileiro Série A, Arsenal F.C., the A.C. Milan Channel, several Asian National Federations, French Open at Roland Garros, eight ATP World Tour 250 tennis tournaments, EHF Handball Champions League, Campeonato Italiano de Voleibol Masculino, DTM, World Baseball Classic, National Basketball Association (NBA), Liga Espanhola de Basquetebol (Liga Endesa) e os Jogos Asiáticos.